# Booze, Broads and Beelzebub
Booze, Broads and Beelzebub es el segundo álbum de la banda noruega de Heavy Metal Chrome Division. Fue lanzado el 18 de julio de 2008 a través de Nuclear Blast. La banda anunció a través de su MySpace el final de las grabaciones el 15 de enero de 2008 y el título del álbum además de los planes y fecha de lanzamiento. Llevó solamente 7 días el grabar el álbum en el Studio Fredmann en Gotemburgo, iniciando el 7 de enero de 2008. Antes de anunciar todo lo anterior, el bajista Björn Luna dijo en una entrevista que el álbum sería lanzado a través de Nuclear Blast, explicando que la banda poseía un contrato de tres discos con la disquera, y Blabbermouth.net confirmó dicha explicación.

## Lista de canciones
- Todas las canciones escritas por Chrome Division, excepto las marcadas.

1. "The Second Coming" – 1:02
2. "Booze, Broads and Beelzebub" – 4:20
3. "Wine of Sin" – 4:10
4. "Raven Black Cadillac" – 4:22
5. "Life of a Fighter" – 4:38
6. "The Devil Walks Proud" – 3:50
7. "Hate This Town" – 3:55
8. "The Boys from the East" – 4:47
9. "Doomsday Rider" – 3:46
10. "Lets Hear It" – 4:55
11. "Sharp Dressed Man" (ZZ Top cover) – 3:10
12. "Bad Broad (Good Girl Gone Bad)" – 4:12
13. "Raise Your Flag" – 3:00

## Créditos
- Shagrath: Guitarras
- Eddie Guz: Voz
- Ricky Black: Guitarras
- Björn Luna: Bajo
- Tony White: Batería

## Producción
- Producido por Chrome Division
- Grabación e Ingeniería por Fredrik Nordström; ingenieros asistentes: Henrik Udd y Ricky Black
- Mezclado por Shagrath, Fredrik Nordstrom y Henrik Udd
- Masterizado por Peter in de Betou